# ASV
ASV (även utskrivet Aarhus Studenternes Volleyforening) är en självständig avdelning av Aarhus Universitets Sport. Avdelningen grundades i oktober 1960 och är en av Danmarks mest framgångsrika volleybollklubbar. Damlaget har blivit danska mästare fem gånger och vunnit danska cupen fem gånger. Herrlaget har som bäst blivit trea i danska mästerskapet (vilket de blivit 1966, 1968, 1971, 1988, 1990, 2020 och 2022) och nått final i danska cupen (vilket de gjorde 1987).